# Adolfo Rodriguez Vidal
Adolfo Rodriguez Vidal, né le 20 juillet 1920 à Tarragone en Espagne et mort le 8 novembre 2003 à Santiago du Chili, est un évêque hispano-chilien qui est considéré comme serviteur de Dieu par l'Église catholique.

## Biographie
Adolfo Rodriguez naît dans une famille espagnole profondément chrétienne marquée par la guerre civile espagnole. Il étudie à l'École technique d'ingénierie navale de Madrid et obtient un doctorat de troisième cycle en sciences physiques. Il fait la connaissance en 1940 de Josemaría Escrivá, fondateur de l'Opus Dei, et y est admis la même année. Après ses études, il travaille comme ingénieur.
Il est ordonné prêtre le 25 avril 1948 par l'archevêque de Madrid, Mgr Eijo (es). En mars 1950, il est envoyé au Chili par Escrivá pour commencer un travail apostolique dans ce pays et il se place sous la protection de la Vierge du Carmel, patronne du pays. Il est nommé vicaire régional de l'Opus Dei de 1950 à 1959 et de 1966 à 1988, et entre-temps  délégué de cette œuvre dans divers pays d'Amérique latine, de 1958 à 1965.
Adolfo Rodriguez est nommé assesseur de l'Action catholique universitaire de Santiago du Chili. Il est professeur de mécanique classique à l'École d'ingénierie de l'université du Chili, puis de droit canonique à l'université pontificale catholique du Chili et enseigne aussi à l'Institut polytechnique militaire. En 1968, il est nommé avocat au tribunal ecclésiastique de Santiago et occupe différents postes à la conférence épiscopale du Chili.
En 1965, il obtient un doctorat en droit canonique de l'université de Navarre. Adolfo Rodriguez prêche de nombreuses retraites spirituelles auprès d'étudiants ou de couples mariés et développe un important travail pastoral auprès de laïcs et éveille des vocations.
Jean-Paul II le nomme évêque de Los Ángeles en 1988 ; il est consacré le 28 août 1988 à la cathédrale métropolitaine de Santiago du Chili. Il choisit la devise Non ministrari sed ministrare. Le 1er février 1994, Jean-Paul II accepte sa démission pour raison de santé. Après de longues années d'infirmité due à la maladie d'Alzheimer, il meurt le 8 novembre 2003.
En novembre 2017, la conférence épiscopale du Chili ouvre son procès en béatification pour le diocèse de Los Ángeles.